# Плантерсвілл (Міссісіпі)
Плантерсвілл (англ. Plantersville) — місто (англ. town) в США, в окрузі Лі штату Міссісіпі. Населення — 868 осіб (2020).

## Географія
Плантерсвілл розташований за координатами 34°12′29″ пн. ш. 88°39′56″ зх. д. / 34.20806° пн. ш. 88.66556° зх. д. (34.208169, -88.665435).  За даними Бюро перепису населення США в 2010 році місто мало площу 5,43 км², з яких 5,41 км² — суходіл та 0,02 км² — водойми.

## Демографія
Згідно з переписом 2010 року, у місті мешкало 1155 осіб у 462 домогосподарствах у складі 294 родин. Густота населення становила 213 особи/км².  Було 491 помешкання (90/км²).
Расовий склад населення:
| - 59,7 % — чорних або афроамериканців - 38,4 % — білих - 0,2 % — корінних американців - 0,1 % — азіатів |

До двох чи більше рас належало 1,4 %. Частка іспаномовних становила 0,8 % від усіх жителів.
За віковим діапазоном населення розподілялося таким чином: 22,3 % — особи молодші 18 років, 64,5 % — особи у віці 18—64 років, 13,2 % — особи у віці 65 років та старші. Медіана віку мешканця становила 38,5 року. На 100 осіб жіночої статі у місті припадало 94,4 чоловіків;  на 100 жінок у віці від 18 років та старших — 90,4 чоловіків також старших 18 років.
Середній дохід на одне домашнє господарство  становив 40 829 доларів США (медіана — 37 262), а середній дохід на одну сім'ю — 50 194 долари (медіана — 41 350). Медіана доходів становила 31 549 доларів для чоловіків та 20 778 доларів для жінок. За межею бідності перебувало 18,7 % осіб, у тому числі 16,5 % дітей у віці до 18 років та 11,7 % осіб у віці 65 років та старших.
Цивільне працевлаштоване населення становило 448 осіб. Основні галузі зайнятості: виробництво — 31,0 %, освіта, охорона здоров'я та соціальна допомога — 30,4 %, мистецтво, розваги та відпочинок — 11,8 %, роздрібна торгівля — 9,6 %.